# Lauren Bennett
Lauren Bennett (* 23. Juni 1989 in Meopham, Kent, England) ist eine britische Popsängerin, Tänzerin und Model.

## Biografie
Im Bezirk Gravesham im Süden Englands aufgewachsen, genoss sie eine Tanz- und Gesangsausbildung in Tunbridge Wells. Ab 2007 war sie Sängerin bei der Girlgroup Paradiso Girls. Deren Debütsingle Patron Tequila (feat. Lil Jon & Eve) war ein kleiner Erfolg, aber bereits die Nachfolgesingle Who’s My B**** floppte. Bennett verließ die Band 2010, um eine Solokarriere zu starten. Sie war dann auf einem Remix von will.i.ams I Got It from My Mama und CeeLo Greens Love Gun auf dessen Album Lady Killer zu hören.
2011 hatte sie mit einem nur 30-sekündigen Gesangs-Feature auf der Single Party Rock Anthem von LMFAO einen internationalen Nummer-eins-Hit. Im selben Jahr wurde sie offizielles neues Mitglied der Girlgroup G. R. L., dem Nachfolgeprojekt der Pussycat Dolls. Im Dezember erschien mit I Wish I Wish via Interscope Records eine Solosingle von ihr.

## Diskografie
Singles
- 2011: Party Rock Anthem (LMFAO feat. Lauren Bennett und GoonRock)
- 2011: I Wish I Wish
- 2016: Hurricane